# Π-Helix
Die π-Helix ist eine in der Natur nur äußerst selten vorkommende Sekundärstruktur von Proteinen. Im Vergleich zur allgegenwärtigen α-Helix, die pro Windung durchschnittlich 3,6 Aminosäuren benötigt, sind es bei der π-Helix 4,4 Aminosäuren. Dadurch wird die π-Helix energetisch instabiler als die α-Helix. In Proteinen findet man gelegentlich α-Helices, an deren Ende sich eine Umdrehung π-Helix anschließt. Längere π-Helices finden sich nicht. Die Struktur der π-Helix wurde von Linus Pauling entdeckt.